# Theo Olof
Theo Olof (* 5. Mai 1924 in Bonn; † 9. Oktober 2012 in Amsterdam) war ein niederländischer Violinist und Musikpädagoge deutscher Herkunft.

## Leben und Werk
Theo Olof wurde 1924 als Theodor Olof Wolffberg in Bonn geboren. Er erhielt seinen ersten Violinunterricht ab 1929 von seiner Mutter, der Violinistin Elvira Schmuckler. 1933 emigrierte er mit seiner Mutter in die Niederlande, um als jüdische Familie dem nationalsozialistischen Terror zu entgehen. Er wurde in Amsterdam Schüler von Oskar Back. 1935 begann Olof eine Solistenlaufbahn. Im Juni 1954 wurde Olofs Familienname Wolffberg auf Antrag in den Niederlanden offiziell in Olof (also eigentlich in Theo Olof Olof) abgeändert. Von 1950 bis 1970 wirkte er als Konzertmeister des Residentie-Orkest unter Willem van Otterloo in Den Haag. Anschließend wirkte er bis 1985 als Konzertmeister beim Concertgebouw Orchestra unter Bernard Haitink. Olof teilte sich diese Orchesterpositionen größtenteils (von 1950 bis 1962 und von 1970 bis 1980) mit seinem Violinistenkollegen Herman Krebbers. Er verband seine Orchestertätigkeit mit einer Solistenkarriere im In- und Ausland. Theo Olof setzte sich zusammen mit Krebbers besonders für die niederländische und englische zeitgenössische Musik ein. Sie spielten beispielsweise Konzerte der niederländischen Komponisten Henk Badings und Géza Fri, die diese explizit den beiden Violinisten gewidmet hatten. Bis 1982 wirkte Olof auch als Dozent und Leiter des Königlichen Konservatoriums in Den Haag.
Theo Olof starb am 9. Oktober 2012 im Alter von 88 Jahren in Amsterdam.